# Televisión en Nicaragua

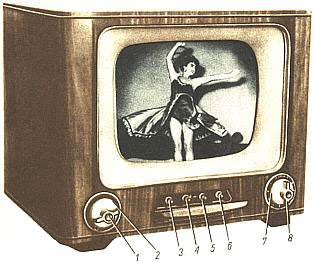
La Televisión en Nicaragua inicia en 1956 con Canal 8.

La Televisión en Nicaragua es uno de los medios de comunicación de mayor aceptación en los hogares nicaragüenses por su rapidez, alcance y cobertura, y por ser una de las principales fuentes de diversión e información para la mayoría de los televidentes.

## Historia
En 1956 se creó el Canal 6 de Nicaragua. Salvadora Debayle era la principal accionista de este canal naciente. Cinco años más tarde, canal 8 se uniría al canal 6, formando así la primera cadena televisiva nacional, hecho memorable en la historia de Nicaragua. Esta fusión, al parecer, era predecible, ya que el canal 6 empezó a trabajar con los equipos del canal 8. Posteriormente se da la creación de nuevos canales como Canal 2 y Canal 12, propiedad de la familia Sacasa. Nicaragua estuvo junto a Chile en la lista de los primeros países en América Latina en transmitir imágenes en color antes de que finalizara la década de los años 1970. En 1973 Canal 2 inició operaciones en color, justamente al año del terremoto de Managua, en diciembre de 1972.
Posteriormente inician operaciones los canales 8, 2 y 12. En la 6ª década los canales pasan de transmitir de 3 horas al día a 9. En 1974 comienzan las primeras transmisiones a color y en 1976 las satelitales en vivo.
El 31 de agosto de 1992 comienzan las primeras transmisiones en frecuencia UHF por parte del canal 21 y posteriormente le siguen el 10 y el 12.

## Canales de televisión abierta
Estos son los canales de televisión abierta de Nicaragua.
| Logo | Canal                          | Programación               | Eslogan                     | Inicio de transmisiones           | Propietario                     | Operado                        | Cobertura | Web |
| ---- | ------------------------------ | -------------------------- | --------------------------- | --------------------------------- | ------------------------------- | ------------------------------ | --------- | --- |
|      | Canal 10 Primario              | Generalista                | Más pasión, más emoción     | 1997 (28 años)                    | Albavisión (Privado)            | Ratensa Comunicaciones         | Nacional  | Canal 10                                                                                                  |
|      | Televicentro Secundario        | Generalista                | El #1 es usted              | 6 de marzo de 1966 (59 años)      | Albavisión (Privado)            | Ratensa Comunicaciones         | Nacional  | Televicentro                                                                                              |
|      | TV Red Temático                | Generalista                | Lo que quieres ver          | 2010 (15 años)                    | Albavisión (Privado)            | Ratensa Comunicaciones         | Nacional  | TV Red (enlace roto disponible en Internet Archive; véase el historial, la primera versión y la última).  |
|      | Canal 9 Temático               | Entretenimiento            | Donde está lo bueno         | 2011 (14 años)                    | Albavisión (Privado)            | Ratensa Comunicaciones         | Nacional  | Canal 9 (enlace roto disponible en Internet Archive; véase el historial, la primera versión y la última). |
|      | Nicavisión Primario            | Generalista                | Mas visión en tú televisor  | 11 de diciembre de 1992 (32 años) | Grupo Peters (Privado)          | Nicavisión S.A.                | Nacional  | Nicavisión                                                                                                |
|      | Canal 6 Nicaragüense Primario  | Generalista                | Por gracia de Dios          | 17 de enero de 1957 (68 años)     | Gobierno de Nicaragua (Público) | Sistema Nacional de Televisión | Nacional  | Canal 6 Nicaragüense                                                                                      |
|      | Multinoticias Temático         | Noticias e institucional   | La mejor televisión         | 12 de octubre de 1992 (32 años)   | Gobierno de Nicaragua (Público) | Sistema Nacional de Televisión | Nacional  | Multinoticias                                                                                             |
|      | TN8 Temático                   | Noticias y entretenimiento | El canal joven de Nicaragua | 15 de julio de 1956 (68 años)     | Gobierno de Nicaragua (Público) | Sistema Nacional de Televisión | Nacional  | TN8 |
|      | Viva Nicaragua Temático        | Generalista                |                             | 13 de junio de 2011 (13 años)     | Gobierno de Nicaragua (Público) | Sistema Nacional de Televisión | Nacional  | Viva Nicaragua                                                                                            |
|      | Canal 15 Nicaragüense Temático | Educativo y cultural       | Por gracia de Dios          | 21 de diciembre de 2018 (6 años)  | Gobierno de Nicaragua (Público) | Sistema Nacional de Televisión | Nacional  | |
|      | La Rock 22 Temático            | Musical                    |                             | 2020 (5 años)                     | Gobierno de Nicaragua (Público) | Sistema Nacional de Televisión | Nacional  | |

## Televisión digital terrestre

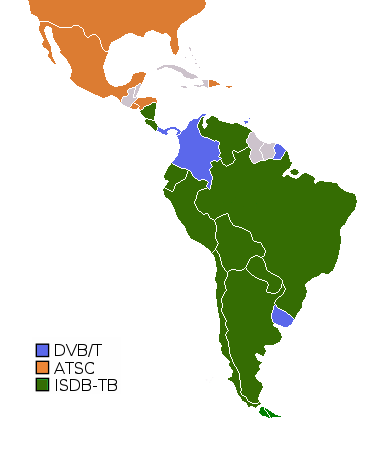
Televisión Digital Terrestre en América Latina y el Caribe

Nicaragua adoptó el estándar japonés ISDB-T, bajo el cual existen actualmente varios canales al aire.

## Televisión por suscripción
Con la llegada de la televisión por cable desde la década de 1980, la población de Nicaragua ha disfrutado programas de diversos países como Alemania, España, Estados Unidos, Reino Unido, Japón, entre otros. Algunos proveedores de televisión satelital en Nicaragua son Sky y Claro TV Satelital.
Los sistemas de cable han incrementado la teleaudiencia con la señal vía satélite de compañías que venden sus servicios mediante contratos a los permisionarios los que por el cobro de cuotas facilitan programaciones a los telehogares.
Las compañías de televisión por cable y telefonía móvil están impulsando la convergencia tecnológica, donde se ofrece un paquéte todo en uno o multiplay, de telefonía (fija y móvil), televisión e internet por un mismo medio que puede ser por cable o vía telefónica, o utilizando ambos medios a la vez como un solo paquete multiplay. En la década del 2000 se comenzaron a digitalizar las señales de televisión por cable el primero en hacerlo fue Tigo. También ofrecen servicios de valor agregado como son Video en Demanda (VOD), pago por visión (PPV) y Guías de Programación Innteractivas, dando así inicio a los servicios de Televisión Interactiva Digital.

## Televisión por Internet
Varios canales de televisión en el país ofrecen vía streaming la sintonía gratuita de sus canales para ser captados en cualquier parte del mundo mediante la internet.